# Primer Ministro de las Islas Salomón
El primer ministro de las Islas Salomón es el jefe de Gobierno, como consecuencia de ser el líder del partido o la coalición con el apoyo de la mayoría en el Parlamento Nacional.Las Islas Salomón es una monarquía en la Mancomunidad.Desde el 2 de mayo de 2024, el primer ministro es Jeremiah Manele del Partido de Propiedad, Unidad y Responsabilidad.

## Lista de primeros ministros de las Islas Salomón
| Titular               | Mandato                 | Mandato                 | Afiliación política                                          |
| Titular               | Fecha de acceso         | Fin de mandato          | Afiliación política                                          |
| --------------------- | ----------------------- | ----------------------- | ------------------------------------------------------------ |
| Sir Peter Kenilorea   | 7 de julio de 1978      | 31 de agosto de 1981    | Partido Unido                                                |
| Solomon Mamaloni      | 31 de agosto de 1981    | 19 de noviembre de 1984 | Alianza del Pueblo                                           |
| Sir Peter Kenilorea   | 19 de noviembre de 1984 | 1 de diciembre de 1986  | Partido Unido                                                |
| Ezekiel Alebua        | 1 de diciembre de 1986  | 28 de marzo de 1989     | Partido Unido                                                |
| Solomon Mamaloni      | 28 de marzo de 1989     | 18 de junio de 1993     | Alianza del Pueblo/Grupo de Unidad y Reconciliación Nacional |
| Francis Billy Hilly   | 18 de junio de 1993     | 7 de noviembre de 1994  | Independiente (Asociación Nacional de la Coalición)          |
| Solomon Mamaloni      | 7 de noviembre de 1994  | 27 de agosto de 1997    | Grupo de Unidad y Reconciliación Nacional                    |
| Bartholomew Ulufa'alu | 27 de agosto de 1997    | 30 de junio de 2000     | Partido Liberal de las Islas Salomón–Alianza por el Cambio   |
| Manasseh Sogavare     | 30 de junio de 2000     | 17 de diciembre de 2001 | Partido Progresista del Pueblo                               |
| Sir Allan Kemakeza    | 17 de diciembre de 2001 | 20 de abril de 2006     | Alianza del Pueblo                                           |
| Snyder Rini           | 20 de abril de 2006     | 4 de mayo de 2006       | Asociación de Diputados Independientes                       |
| Manasseh Sogavare     | 4 de mayo de 2006       | 20 de diciembre de 2007 | Partido del Crédito Social                                   |
| Derek Sikua           | 20 de diciembre de 2007 | 25 de agosto de 2010    | Partido Liberal de las Islas Salomón                         |
| Danny Philip          | 25 de agosto de 2010    | 16 de noviembre de 2011 | Partido Democrático de la Reforma                            |
| Gordon Darcy Lilo     | 16 de noviembre de 2011 | 9 de diciembre de 2014  | Partido de las Islas Salomón para el Avance Rural            |
| Manasseh Sogavare     | 9 de diciembre de 2014  | 15 de noviembre de 2017 | Independiente                                                |
| Rick Houenipwela      | 15 de noviembre de 2017 | 24 de abril de 2019     | Partido Alianza Democrática                                  |
| Manasseh Sogavare     | 24 de abril de 2019     | 2 de mayo de 2024       | OUR Party                                                    |
| Jeremiah Manele       | 2 de mayo de 2024       | Presente                | OUR Party                                                    |